# Cabov
Cabov (hongrois : Csábócz) est un village de Slovaquie situé dans la région de Prešov.

## Histoire
Première mention écrite du village en 1410.

## Démographie

### Évolution de la population
| Année:               | 1994. | 2004.   | 2014.   | 2024.    |
| -------------------- | ----- | ------- | ------- | -------- |
| Nombre de personnes: | 414   | 422     | 398     | 350      |
| Différence:          |       | +1,93 % | -5,68 % | -12,06 % |

| Année:               | 2023. | 2024.   |
| -------------------- | ----- | ------- |
| Nombre de personnes: | 354   | 350     |
| Différence:          |       | -1,12 % |